# واودمنت
واودمنت (به فرانسوی: Vaudémont) یک کامین در فرانسه است که در Canton of Vézelise واقع شده‌است.

## خصوصیات
واودمنت ۵٫۷۶ کیلومترمربع مساحت و ۶۳ نفر جمعیت دارد و ۴۶۰ متر بالاتر از سطح دریا واقع شده‌است.